# Ламинированное напольное покрытие

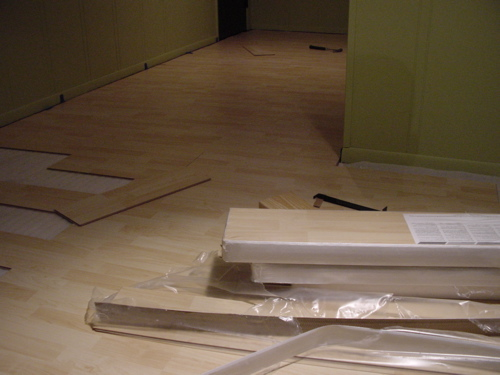

Ламинированное напольное покрытие, или кратко ламинат (от англ. Laminate — «ламинат» от лат. lamina — «пластинка») — строительный материал, изготовленный из древесноволокнистых плит (ДВП) сухого способа производства, прессованного картона или моноструктурных, облицованных плёнками на основе термореактивных полимеров.
В производстве ламинированного напольного покрытия используются ДВП средней и высокой плотности. Верхним слоем является защитно-декоративная износоустойчивая плёнка (ламинат).

## Устройство
Элемент ламинированного напольного покрытия представляет собой конструкцию, состоящую из четырёх слоёв:
1. Нижний стабилизирующий слой предназначен для защиты доски от деформации. Служит также для увеличения жёсткости. В некоторых коллекциях ламината к стабилизирующему слою приклеивают звукоизолирующую подложку для дополнительной шумоизоляции.
2. Несущий слой, основа доски ламината, изготавливается из древесноволокнистой плиты высокой плотности. Именно эта жёсткая часть конструкции выполняет самые важные функции. В несущем слое вырезан замо́к, который скрепляет между собой доски ламината. Влагостойкость ламината напрямую зависит от качества несущего слоя. Влагостойкие пропитки и высокая плотность плиты — залог минимального воздействия влаги на геометрию ламината.
3. Декоративный слой, определяющий внешний вид доски — это слой бумаги с нанесённым на него рисунком дерева, камня, плитки или любой другой текстуры.
4. Верхний слой — обеспечивает защиту от истирания и ударных нагрузок и делается из меламиновой или акриловой смол. От прочности и толщины верхнего слоя зависит класс износостойкости ламината. В последнее время верхний слой стал также нести декоративную роль. На него наносят неровности в соответствии с рисунком для лучшей имитации натурального дерева.

Существовало 4 основных класса ламинированного напольного покрытия (по EN13329).
- Классы 21-23 — для жилых помещений (в настоящее время уже не производятся).
- Класс 31 (AC3)[3] — для жилых помещений
- Класс 32 (AC4) — для жилых помещений с повышенной и для общественных зданий с низкой нагрузкой
- Класс 33 (AC5-AC6) — для общественных зданий с большой нагрузкой
- Класс 34 — для специального использования (промышленных зданий, спортивных сооружений) — более прочный, чем 33[4]

Классы — понятие относительное. В немецком, австрийском и бельгийском ламинате износостойкость соответствует показателю AC, который демонстрирует износостойкость верхнего защитного слоя. Само понятие «класс» с показателями от 31 до 34 демонстрирует плотность и возможность выдерживать нагрузку саму HDF основу (древесная плита). Именно поэтому зачастую можно встретить бюджетные виды ламината с показателями AC5 на 32 классе. Это означает не что иное, как то, что ламинат имеет основу для бытовых помещений с повышенной нагрузкой на верхний слой. Китайские производители пользуются этой путаницей и пишут только «33 класс» хотя верхний защитный слой может варьироваться от AC3 до AC5, но этот показатель крайне редко указывается. Именно поэтому два одинаковых на вид ламината 33 класса от разных производителей могут служить совершенно по-разному. Табер-тест (taber test), при котором абразивная головка вращается выполняя обороты (часто встречается понятие как «обороты ламината»), как раз и показывает износостойкость по классификации AC. В зависимости от величины абразивного зерна один и тот же ламинат может пройти тестирование с более высокими или более низкими показателями.
В Северной Америке используется собственная система сертификации, разработанная организацией North American Laminate Flooring Association (NALFA).

## Размеры и масса

### Типоразмеры элемента напольного покрытия
Стандартизированных размеров элемента ламинированного напольного покрытия не существует: каждый производитель имеет свою линейку типоразмеров. Однако практически все изделия укладываются в следующие параметры:
- Длина: минимальная — 300 мм, наиболее распространённая — 1260 … 1380 мм, максимальная — 1845 мм;
- Ширина: минимальная — 90 мм, наиболее распространённая — 185 … 195 мм, максимальная — 330 мм;
- Толщина: минимальная — 6 мм, наиболее распространённая — 8 мм, максимальная — 12 мм[5].

Наиболее распространён типоразмер: 1295 × 192 × 8 мм и 1200 × 190 × 8 мм.

### Масса элемента напольного покрытия
Масса ламинированного напольного покрытия зависит в первую очередь от плотности изделия, так например элемент пола с одними и теми же параметрами у разных производителей может иметь совершенно разную массу. Формула расчёта веса напольного элемента: длина × ширина × высота × плотность. Причём следует учитывать, что все значения нужно переводить в метрическую систему, так для расчёта массы доски толщиной 8 (мм) формула будет следующей: 1,295 × 0,192 × 0,008 × 850, где 850 кг/м³ — плотность плиты ДВП с покрытием.
Плотность ламинированного напольного покрытия может быть от 844 кг/м³ до 979 кг/м³. Параметр плотности зависит от производителя.

## История создания
Прародитель ламинированного паркета, известного сегодня, был разработан в 1977 году в шведской компании Pergo, в то время являющейся частью группы Perstorp. Конструкция первого ламината отличалась от современной: декоративный слой был пропитан меламиновой смолой, нижняя часть доски изготовлялась из ламината на основе фенольной смолы. Под воздействием высокого давления и температуры оба слоя интегрировали на основу с помощью термоактивного клея.
В то же время проводились и другие эксперименты по изготовлению ламината, особенным успехом пользовался материал на основе тонкого ламината, произведённого под воздействием большого давления. Но все эти методы производства были признаны нежизнеспособными: они требовали слишком высоких затрат на производство и, как следствие, не могли получить широкого распространения.
Прошло 10 лет, и фирма «Хорнитекс» разработала принципиально новую технологию производства ламината. Происходила шлифовка двух древесноволокнистых плит, между отшлифованными сторонами размещалась клейкая плёнка из фенольной смолы. Далее сверху накладывалась сначала декоративная бумага, пропитанная меламиновой смолой, затем верхний слой плёнки, содержащий минеральные частицы, в том числе природный минерал Корунд. Нижняя сторона покрывалась крафт-бумагой с фенольной пропиткой. В результате сжатия под воздействием высокого давления и температуры и формировалась ламинированная доска.

## Укладка

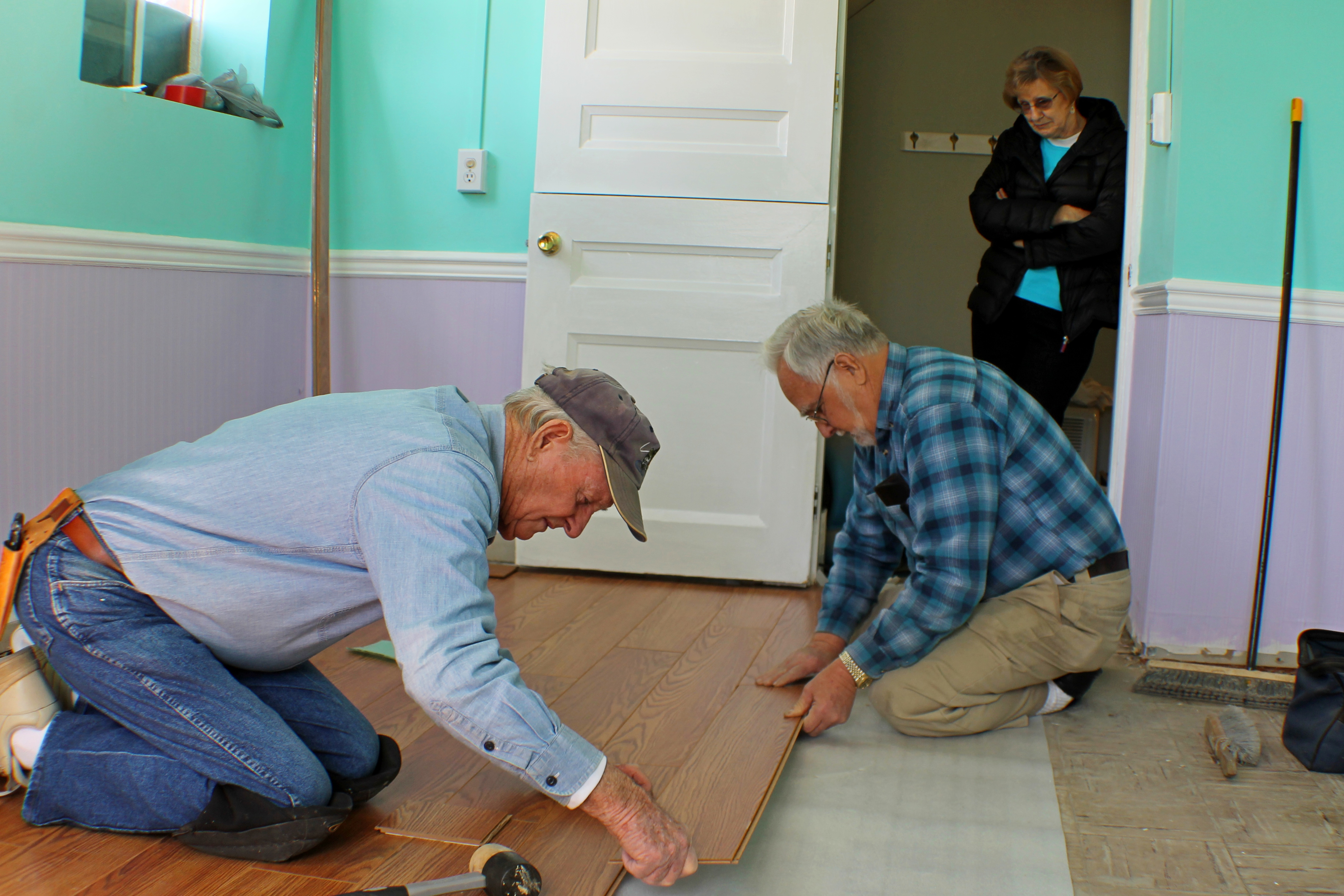
Укладка ламината

### Подготовка
Ламинированное напольное покрытие изготавливается из древесно-волокнистого материала, который наряду с плюсами дерева, подвержен негативному влиянию влажности. Поэтому большинство производителей требует укладывать под ламинат пароизоляционную плёнку толщиной 200 микрон (полиэтилен, герметично склеенный между собой). Кроме того, ламинированные полы очень требовательны к ровности пола, допускается перепад не более 3 мм на 1 погонный метр.
Между покрытием и пароизоляционной плёнкой, также необходимо укладывать «подложку». Это материал, толщиной от 2 до 10 мм из пенополистирола (иногда фольгированного), вспененного полиэтилена, древесно-бумажной массы или пробки. Основная его задача — устранение перепадов, а также возможности возникновения скрипов. В качестве дополнительных свойств выступают теплоизоляция и шумоизоляция. Некоторые виды подложек, за счёт толщины, позволяют укладывать ламинат и на полы с большими неровностями, что противоречит инструкции по укладке ламината большинства производителей.

### Соединение замков
Все современные ламинированные полы бесклеевые. Пластины пола соединяются между собой с помощью замка, присутствующего на каждом элементе. Замки можно разделить на три вида:
- Соединение типа «конструктор». При таком соединении, необходимо «подстраиваться под замок», то есть поднимать уже собранный ряд ламината для соединения с новой пластиной, которая соединена только по одной стороне (длине). Соединять ламинатные доски необходимо сначала по длине, а затем получившиеся полосы скреплять между собой. Лучше работать с напарником.
- Соединение путём «подбивки». Элемент соединяется по одной стороне (длине), а затем физически добивается для соединения по ширине. При таком соединении возможно повреждение замков и зачастую данный способ запрещён на большинстве инструкций производителей.
- Соединение, при котором по ширине элемент фиксирует пластиковая вставка. При таком соединении не нужно поднимать ряд (как в случае соединения типа «конструктор»).

## Уход за ламинированным напольным покрытием
Ламинированное напольное покрытие должно быть сухим, и если на него попала жидкость, то её необходимо убрать. Существуют такие виды покрытий, которые могут быть использованы для полов в помещениях с повышенной влажностью, но даже у таких видов система креплений уязвима для действия воды. Поэтому «влагоустойчивый пол» необходимо насухо протирать мягкой тканью сразу же после того, как на него попала вода. При монтаже ламината в помещениях с повышенной влажностью производители рекомендуют использовать специальный герметик для замков. Он не склеивает панели между собой, но в то же время хорошо защищает их от проникновения влаги.
Наиболее вредна для ламината горячая вода: он может вздыбиться, деформироваться, потерять внешний вид.
Особого ухода, как паркет, ламинат не требует. Нельзя использовать для ухода за ламинатом средства, предназначенные для паркета: в их состав входит пчелиный воск, который разрушает ламинированный слой. Так же ламинат разрушают моющие средства с высоким содержанием глицерина (для блеска). Глицерин проникает в стыки ламелей и разрушает кромки, вспучивая их.

## Производство
Изначально всё производство ламинированных полов было сосредоточено в Европе. В настоящее время производство шагнуло в страны восточной Европы и в Азию. Существует очень много ламината, произведённого в Китае. Изначально ламинат из Китая приходил на зелёной HDF-основе, и считалось, что он более влагостойкий. Затем наступил этап, когда китайцы выпускали ламинат на коричневой основе с зелёными замками. Но на самом деле зелёный цвет был ничем иным, как маркетинговым ходом. Изначально зелёную HDF-основу произвела немецкая компания Kronoflooring (на сегодняшний день Krono Original), которая преследовала цели тем самым защитить свой товар от подделок. Впоследствии Китай тоже стал производить ламинат на зелёной основе, стремясь уподобиться немецкому. В восприятии потребителя такой «цветной» ламинат надолго закрепился как наиболее качественный и следовательно дорогой. На сегодняшний день «зелёный тренд» утрачивает свою актуальность, и замки, как и саму основу перестали красить в ненатуральные цвета.

## Классы покрытий
Классы эксплуатации обозначают сколько времени покрытие будет сохранять свой внешний вид при различных нагрузках. Существует европейская норма (EN 13329), которая включает в себя 18 тестов, после проведения которых покрытию присваивается тот или иной класс. Это норма выделяет 2 большие группы ламинированных напольных покрытий: покрытия для эксплуатации в общественных помещениях и бытовые покрытия (для домашнего использования).
Покрытия для эксплуатации в общественных помещениях имеют срок службы от 3 до 6 лет. Соответственно, если такое покрытие используется дома, то срок жизни увеличивается в два-три раза. Многие гарантии свыше 10 лет означают, что данный пол пролежит столько именно в домашних условиях, но не в местах общественного пользования.
- 31 класс — эксплуатация пола в общественных помещениях со слабой нагрузкой. Срок службы пола около 2—3 лет. В домашних условиях пол может прослужить 10—12 лет (в помещениях со слабой эксплуатацией пола — в спальнях, кладовках). Сегодня в России наиболее распространённый класс ламината. В офисах применяется в приёмных, переговорных, небольших кабинетах.
- 32 класс — эксплуатация пола в общественных помещениях со средней нагрузкой. Срок службы пола 3—5 лет. В домашних условиях пол может прослужить 12—15 лет (в помещениях с высокой эксплуатацией пола — в столовых, кухнях, коридорах). 32 класс — оптимальный выбор и для дома и для офиса.
- 33 класс — эксплуатация пола в общественных помещениях с интенсивной нагрузкой. Срок службы пола около 5—6 лет. В домашних условиях пол может прослужить 15—20 лет. Учитывая длительный срок эксплуатации в домашних условиях, некоторые производители дают пожизненную гарантию.
- 34 класс — эксплуатация пола в общественных помещениях с нагрузкой выше интенсивной, например: автосалоны, вокзалы, аэропорты, танцевальные клубы. Срок службы 7—15 лет. В домашних условиях может прослужить около 30 лет. Официально не отражён в европейском стандарте EN 13329:2006+A1:2008(E), определяющем методы присвоения класса ламинированным напольным покрытиям.

Бытовые напольные покрытия (покрытия домашнего использования) имеют срок эксплуатации не превышающий 5—6 лет. Обычно это полы на 6 или 7 мм плите ДВП высокой или даже средней плотности (MDF). Отличительная особенность этих полов — цена. Ламинаты домашнего использования делят на условные 3 группы:
- 21 класс — пол имеет срок службы не более 1—2 лет. В России сегодня такой пол отсутствует. Область применения: спальни, кладовки, то есть помещения со слабой интенсивностью эксплуатации.
- 22 класс — пол со сроком службы 2—4 года. Область применения: спальни, кладовки, детские, гардеробные, то есть помещения со средней интенсивностью эксплуатации.
- 23 класс — пол со сроком службы 4—6 лет. Наиболее популярный формат ламинатов в России до 2001 года. Область применения: спальни, кладовки, детские, гардеробные, столовые, кухни, коридоры, то есть помещения с высокой интенсивностью эксплуатации.

21, 22, 23 классы ламината сняты с производства.